# Yargo
Yargo ist sowohl eine Gemeinde (französisch commune rurale) als auch ein dasselbe Gebiet umfassendes Departement im westafrikanischen Staat Burkina Faso, in der Region Centre-Est und der Provinz Kouritenga. Die Gemeinde hat in 21 Dörfern 14.608 Einwohner.
Yargo ist der Geburtsort des katholischen Bischofs von Kaya, Théophile Nare.